# Greenacres (Californie)
Pour les articles homonymes, voir Greenacres et Green Acres (Californie).
Greenacres est une census-designated place du comté de Kern, dans l'État de Californie, aux États-Unis,. En 2020, elle compte une population de 5 496 habitants.